# A Farewell to Kings
A Farewell to Kings är det femte studioalbumet av den kanadensiska gruppen Rush. Det släpptes i september 1977. Albumet var det första med en lite mjukare inriktning än deras tidigare hårdrock skivor. Låten "Closer to the Heart" blev en stor hit.

## Låtlista
All text av Neil Peart där inget annat anges. All musik av Geddy Lee och Alex Lifeson, förutom "A Farewell to Kings" (Lee, Lifeson och Peart).
| 1. | "A Farewell to Kings" | 5:51  |
| 2. | "Xanadu"              | 11:08 |

| 3.           | "Closer to the Heart"           | Peart, Peter Talbot | 2:53  |
| 4.           | "Cinderella Man"                | Lee                 | 4:21  |
| 5.           | "Madrigal"                      |                     | 2:35  |
| 6.           | "Cygnus X-1 Book I: The Voyage" |                     | 10:25 |
| Total längd: | Total längd:                    | Total längd:        | 37:37 |